# Woody Allen

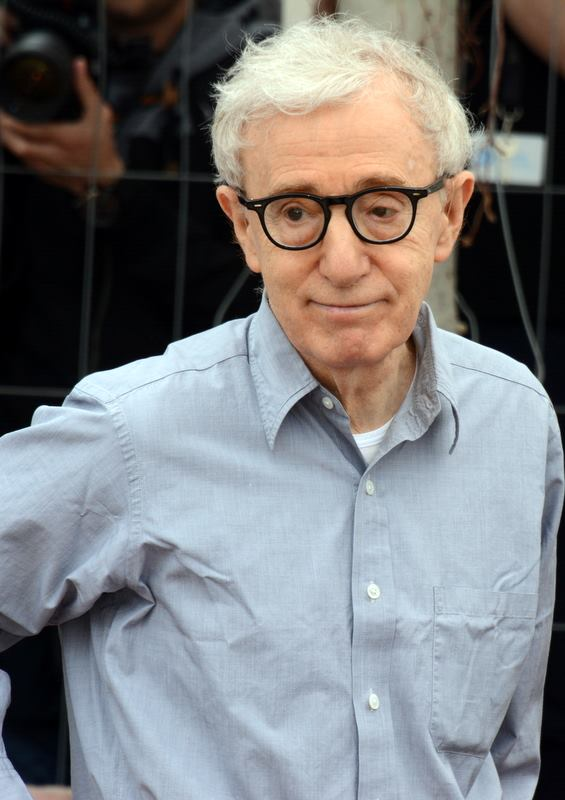
Woody Allen im Jahr 2016 bei den Internationalen Filmfestspielen von Cannes

Heywood „Woody“ Allen (* 1. Dezember, nach eigener Angabe 30. November 1935 als Allan Stewart Konigsberg in der Bronx, New York) ist ein US-amerikanischer Filmregisseur, Autor, Schauspieler und Komiker. Darüber hinaus ist er ein passionierter Jazzmusiker.
Allen ist einer der produktivsten Filmregisseure der Gegenwart. Er war Drehbuchautor und Regisseur von über 50 Filmen und schrieb zahlreiche Erzählungen, Theaterstücke und Kolumnen. 24-mal war er für einen Oscar nominiert und erhielt die Auszeichnung viermal: 1978 für Der Stadtneurotiker in den Kategorien Beste Regie und Bestes Drehbuch, 1987 mit Hannah und ihre Schwestern und 2012 mit Midnight in Paris, jeweils für das Beste Drehbuch. Allen nahm keine dieser Auszeichnungen persönlich entgegen.

## Leben

### Familie, Kindheit und Schule

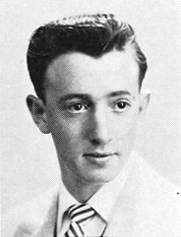
Heywood Allen zu High-School-Zeiten (1953)

Allan Stewart Konigsberg wurde als Sohn jüdischer Eltern im Mt. Eden Hospital im New Yorker Stadtbezirk Bronx geboren und wuchs in Brooklyn auf. Seine jüngere Schwester Ellen (* 1943) ist Filmproduzentin. Beide Eltern, der Vater Martin Konigsberg (* 25. Dezember 1900; † 13. Januar 2001), ein Diamantschleifer, und die Mutter Nettie Cherry Konigsberg (* 8. November 1906; † 27. Januar 2002), waren in der Lower East Side von Manhattan aufgewachsen. Die Familie lebte in Flatbush, einem jüdisch geprägten Viertel. Die Großeltern waren deutsch- und jiddisch-sprechende Immigranten aus Russland und Österreich-Ungarn. In Allens Familie war Jiddisch neben dem Englischen noch geläufig. Obwohl die Eltern keine orthodoxen Juden waren, schickten sie ihren Sohn acht Jahre lang auf eine hebräische Schule. Später auf seine jüdische Herkunft angesprochen, äußerte Allen:

„Religionen sind mir keinen Pfennig wert. Ich erziehe auch meine Kinder nicht in der jüdischen Tradition. Ich glaube nicht an Gott und finde ohnehin alle Religionen dumm.“

Danach absolvierte er die Public School 99 und die Midwood High School, wo Red, so der Spitzname des schmächtigen Rotschopfs, zum ersten Mal auf sich aufmerksam machte – durch sein herausragendes Talent im Kartenspiel (ein geflügeltes Wort in der Midwood High war „Never play cards with Konigsberg“).
Er entwickelte ein gewisses Interesse fürs Theater, vor allem aber für das Kino und die Radioshows der 1940er Jahre, wie Duffy’s Tavern oder The Great Gildersleeve. Allen bezeichnet sich selbst als Sportfan. Er spielte täglich bis zu zwei Stunden Klarinette.

### Anfänge im Showgeschäft
Um sein Taschengeld aufzubessern, begann er damit, für die Agentur David O. Alber Gags zu schreiben, die an Kolumnisten großer Tageszeitungen verkauft wurden. Dank seines Talents und der von ihm geknüpften Beziehungen durfte er bald Entertainment-Stars wie Sid Caesar zuarbeiten. Als 16 Jahre alter Frischling im Showgeschäft beschloss Konigsberg, fortan den Künstlernamen „Woody Allen“ zu tragen, wovon der Vorname von dem Klarinettisten Woody Herman entlehnt war. 1952, im Alter von 17 Jahren, ließ er seinen bürgerlichen Namen in Heywood Allen ändern. Den Vornamen Heywood wählte er in Reverenz an den Jazzpianisten Eddie Heywood.
Trotz seines einträglichen Jobs belegte er – seinen Eltern zuliebe – einen Communications Arts Course an der New York University, wo er allerdings kaum je gesehen wurde. Ein prägendes Ereignis seiner Studienzeit war vermutlich, dass er, dem Rat seines Dekans folgend, einen Psychoanalytiker aufsuchte.
Er heiratete 1956 die siebzehnjährige Philosophiestudentin Harlene Rosen. Das junge Paar zog nach Manhattan, Woody stieg vom Gagzulieferer zum Drehbuchautor auf und trennte sich von seiner Frau. 1962 wurde die Ehe wieder geschieden.

### Durchbruch als Komiker
Die Ed Sullivan Show, die Tonight Show und einige andere gehörten zu seinen Abnehmern. 1957 trat er, nominiert für den Emmy, erstmals aus dem Schatten seiner Auftraggeber und vor die Kamera. Ungefähr zu dieser Zeit ging seine Ehe mit Harlene in die Brüche. Bis sie ihn 1969 auf zwei Millionen Dollar verklagte, war sie der Hauptgegenstand seiner Gags, die er mittlerweile auch in Form von Prosa veröffentlichte. Er fing nun an, Theaterstücke zu schreiben und aufzuführen, aber sein ganzer Ehrgeiz galt dem Plan, Stand-up-Comedian zu werden, ein Alleinunterhalter, der Mitte der 1950er Jahre in Mode gekommen war.
Sein erster Auftritt 1960 im Nachtclub Duplex (Greenwich Village) geriet zum Fiasko. Seine Manager bezeichneten ihn als schlechtesten Komiker, den sie je gesehen hatten, und dennoch gelang es ihnen, aus dem schüchternen und linkischen Auftreten eine Masche zu machen und damit einen unverwechselbaren Stil zu kreieren, mit dem Allen zum Geheimtipp avancieren sollte. Es brauchte seine Zeit und sicher einige Mühen, aber Allen schuf daraus im Laufe der Jahre die Kunstfigur „Woody“, die bis vor kurzem nahezu unverändert in den meisten seiner Filme zu sehen war.

### Erfolg als Filmemacher

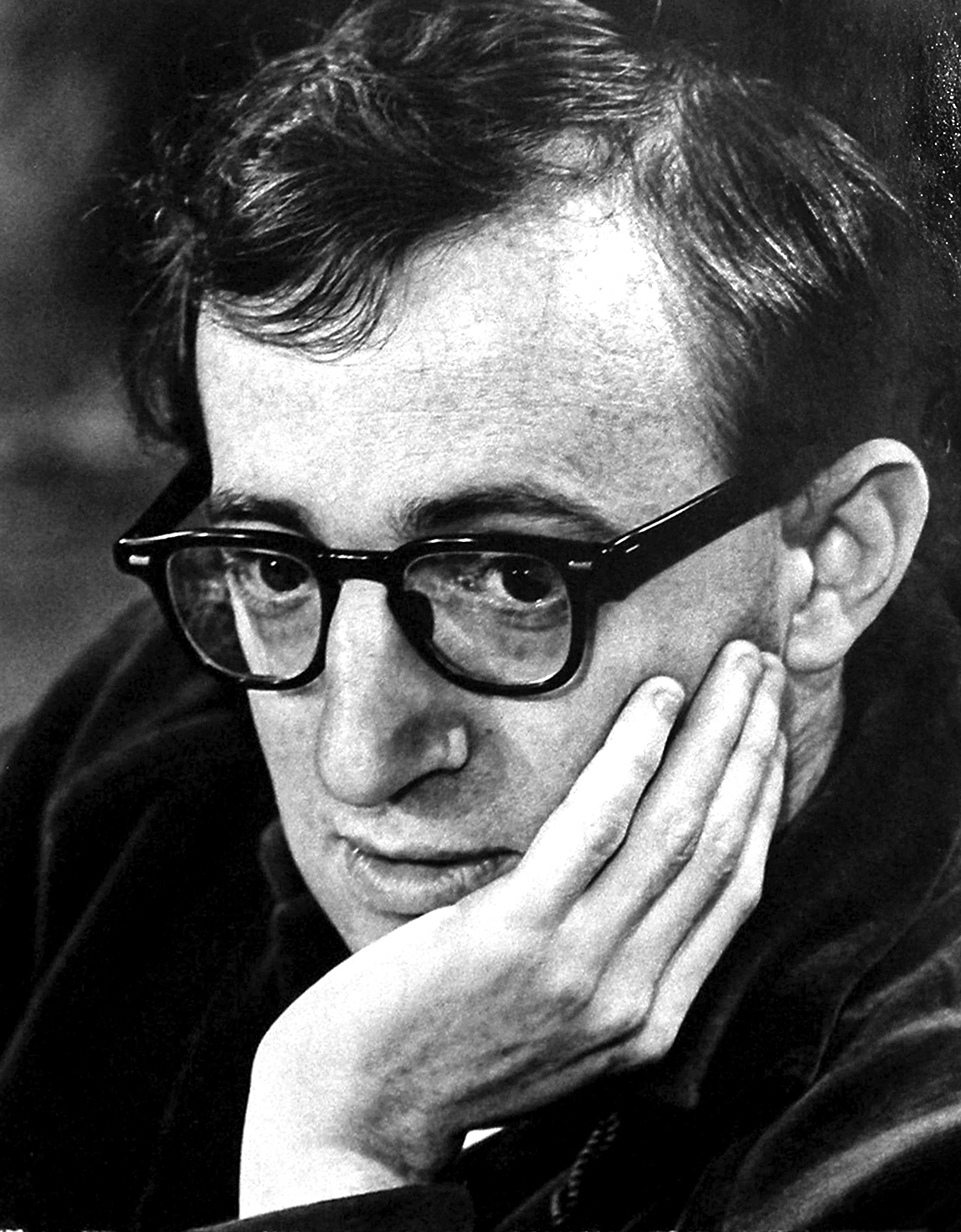
Allen Anfang der 1970er Jahre

Vor seiner ersten Filmproduktion 1965 (Drehbuch zu Was gibt’s Neues, Pussy?) schrieb Allen bereits 14 Jahre lang Witze, die er größtenteils als Stand-up-Comedian benutzte oder verkaufte. Er war auf dem besten Wege, mit seinem ungewöhnlichen intellektuellen Stil und den erfundenen Geschichten aus seinem Privatleben zu einer nationalen Berühmtheit aufzusteigen. Seine ersten Schritte in dem neuen Medium tat er nach demselben Rezept, das ihm auf der Bühne so großen Erfolg beschert hatte.
Etwa zu dieser Zeit lernte er die junge Schauspielerin Louise Lasser kennen, die er 1966 heiratete. 1971 wurde die Ehe wieder geschieden, aber Lasser spielte in Bananas (1971) und Was Sie schon immer über Sex wissen wollten, aber bisher nicht zu fragen wagten (1972) noch größere Rollen. Seine Filme zwischen 1965 und 1975 zeichnen sich vor allem durch ihre Kombination von absurdem Sprach- und Bildwitz aus.
Mangels eigener formaler Mittel bediente sich Allen bereits vorhandener Erzählkonzepte, die er durch Satire neu beleuchtete, wie etwa bei Was Sie schon immer über Sex wissen wollten, aber bisher nicht zu fragen wagten, einer Persiflage der Aufklärungsfilme der 1960er Jahre. Charakteristisch für sein Frühwerk ist außerdem, dass (zumindest seiner eigenen Aussage zufolge) bis zu fünfzig Prozent des jeweiligen Films improvisiert wurde. Viele der eingesetzten Stilmittel, vor allem die Travestie und die teilweise arg surrealen Inhalte, sind auch in seinen 1971, 1973 und 1980 in Buchform veröffentlichten Kurzgeschichten zu finden.
Ab Mitte der 1970er Jahre wurde der humoristische Anteil in seinen Filmen zugunsten einer dramatisch anspruchsvolleren Handlung zurückgedrängt. In dieser Zeit agierte seine damalige Lebensgefährtin Diane Keaton häufig als Spielpartnerin und weibliche Hauptdarstellerin. Den gemeinsamen Höhepunkt bildete der Film Der Stadtneurotiker (Annie Hall), der sowohl Allen als auch Keaton mit Oscars und weiteren Filmpreisen belohnte. Zum Ende des Jahrzehnts schließlich trat Mia Farrow in sein Leben, die fortan in sehr unterschiedlichen Rollen in seinen Filmen auftrat.

### Trennung von Mia Farrow, Sorgerechtsstreit und Missbrauchsvorwürfe

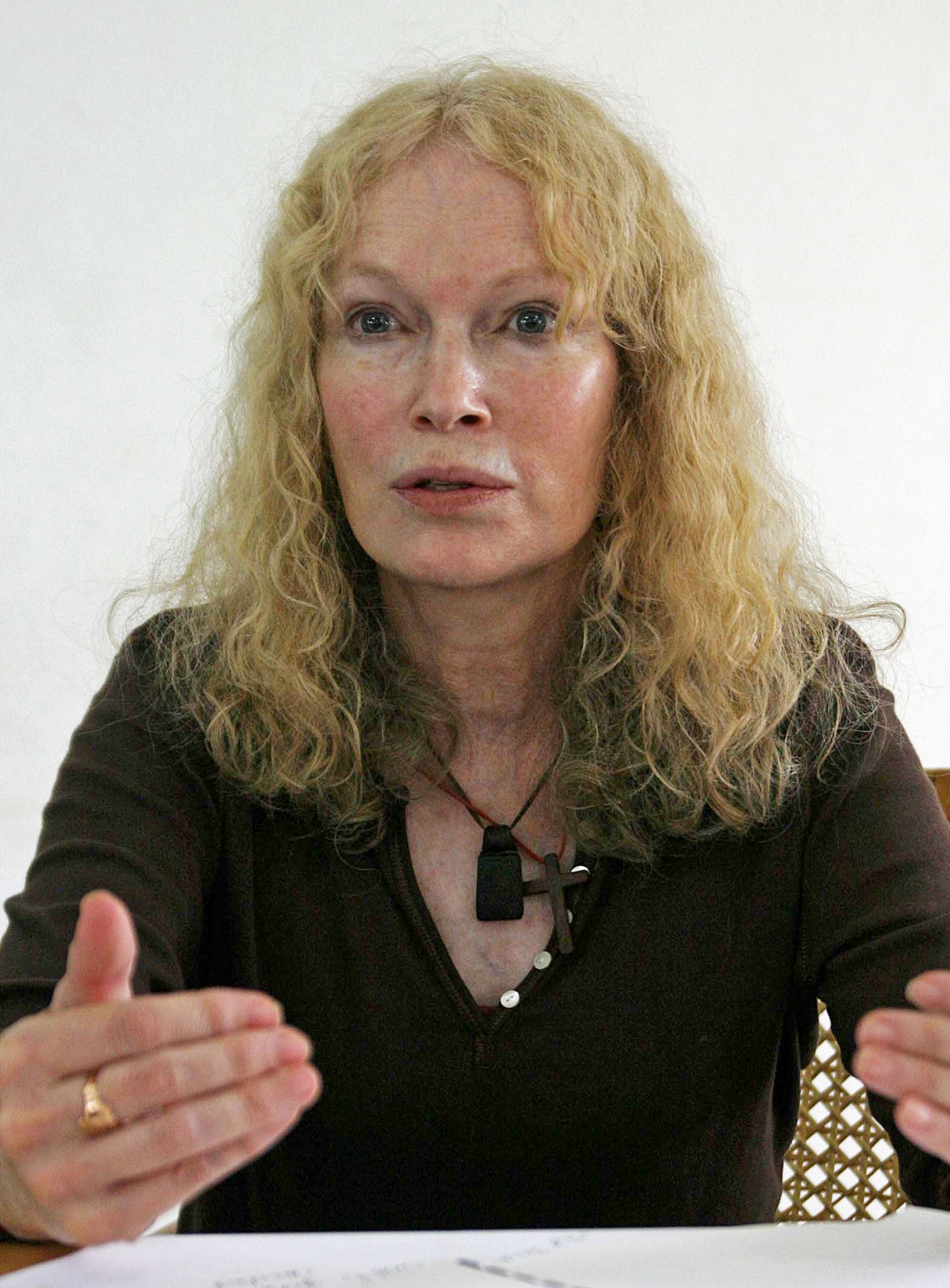
Mia Farrow im Mai 2008 als UNICEF-Botschafterin in Bangui

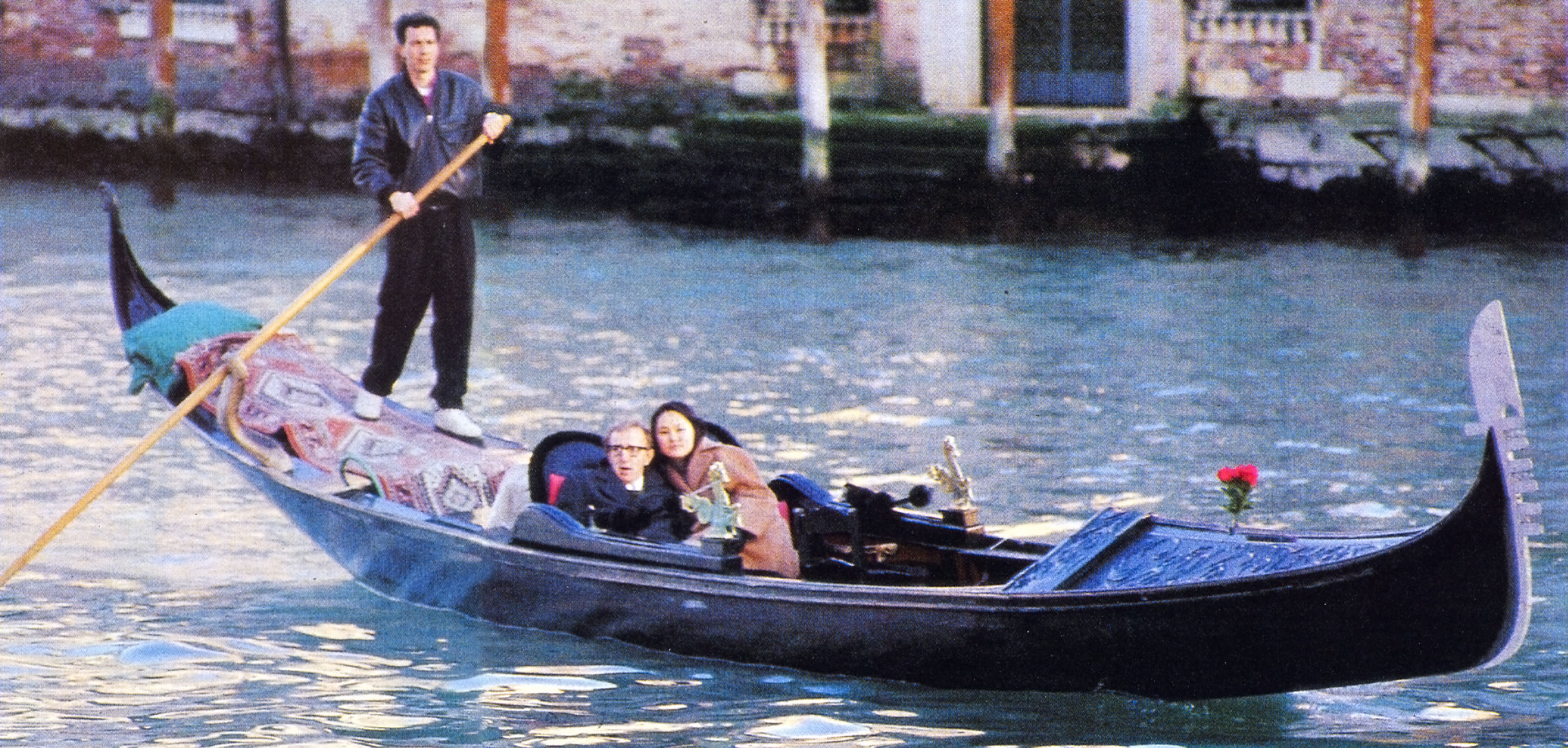
Woody Allen und Soon-Yi Previn 1996 in Venedig

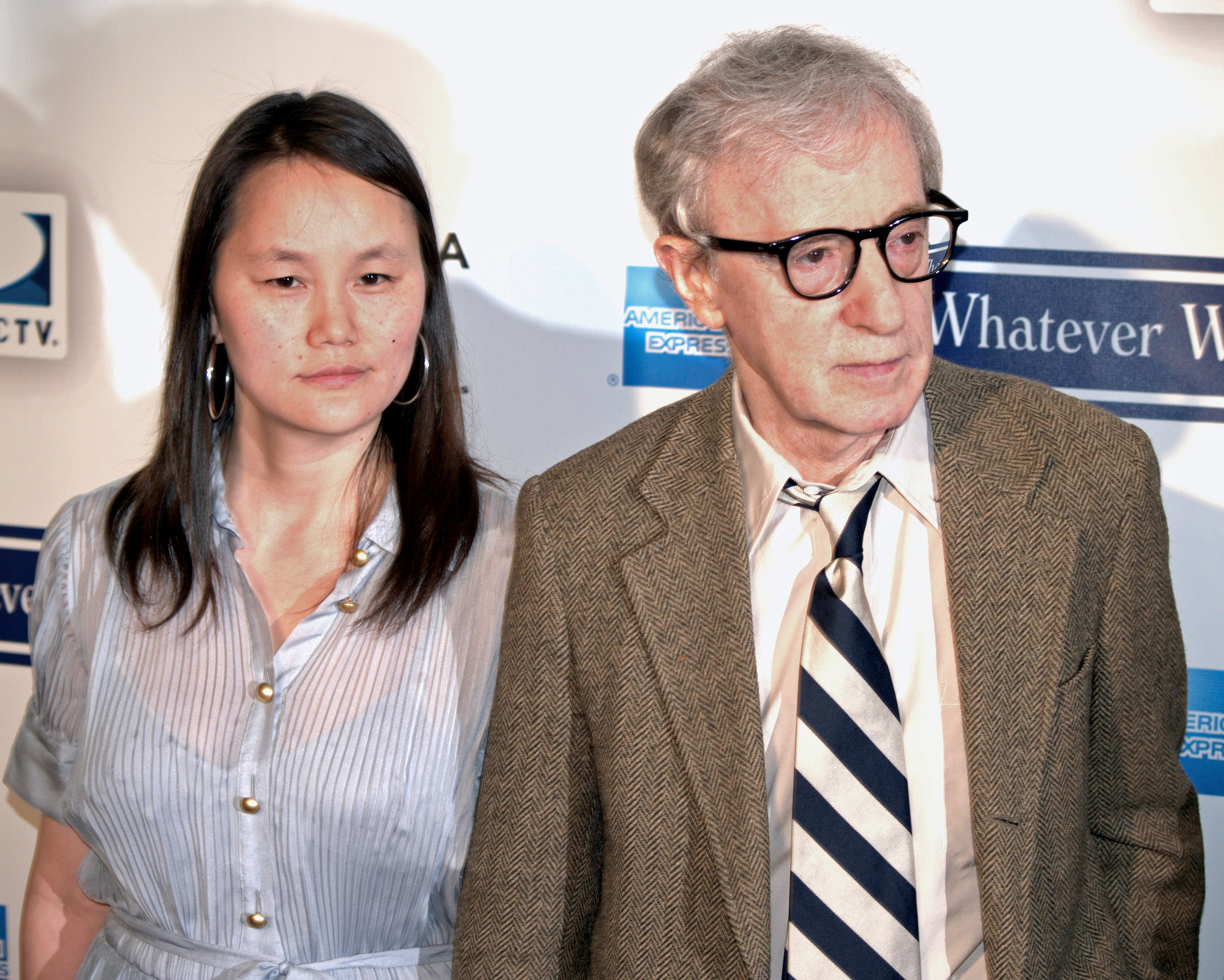
Woody Allen und Soon-Yi Previn 2009 beim Tribeca Film Festival

Der Film Ehemänner und Ehefrauen (1992) markiert das Ende der beruflichen Zusammenarbeit von Allen und Mia Farrow, die seit Anfang der 1980er Jahre ein Paar gewesen waren. Ihre Beziehung ging in die Brüche, als Mia Farrow 1992 von Allen aufgenommene Nacktfotos ihrer 21-jährigen Adoptivtochter Soon-Yi Previn (* 1970 oder 1972; das genaue Geburtsdatum ist nicht bekannt, da ihr Alter zum Zeitpunkt der Adoption geschätzt wurde) entdeckte und Allen daraufhin das Verhältnis mit dieser eingestand. Die nachfolgende gerichtliche Auseinandersetzung um das Sorgerecht für die übrigen Kinder brachte Allen stark in Bedrängnis.
Mia Farrow hatte Soon-Yi Previn zusammen mit ihrem damaligen Mann André Previn adoptiert, weshalb Soon-Yi – im Gegensatz zu Farrows anderen Adoptivkindern Dylan und Moses – nicht durch Allen adoptiert werden konnte. Farrow und Allen hatten zudem seit 1987 den gemeinsamen Sohn Satchel Farrow, der sich später in Ronan Farrow umbenannte. Nach Angaben der Schauspielerin ist der biologische Vater von Ronan Farrow möglicherweise ihr Ex-Ehemann Frank Sinatra.
Mia Farrow gewann die gerichtliche Auseinandersetzung; sie erhielt am 7. Juni 1993 das alleinige Sorgerecht für Dylan und Satchel zugesprochen. Allens Adoptivsohn Moses durfte selbst entscheiden und lehnte einen weiteren Kontakt zu Allen ab (erst ca. 20 Jahre später und nach einer Entfremdungsphase von Mia Farrow nahm er wieder Kontakt zu Allen und Soon-Yi auf). „Das Gericht stellte in so gut wie allen Punkten seine elterliche Eignung infrage und nannte Allens Verhalten den Kindern gegenüber ‚missbrauchend und gefühllos‘“, hieß es dazu am 8. Juni 1993 in der New York Times.
Zur Beziehung von Allen zu Mia Farrows Adoptivtochter Soon-Yi ergibt sich aus den Gerichtsdokumenten im Sorgerechtsstreit zwischen Allen und Farrow und nach Mia Farrows eigener Erinnerung, dass Allen bis 1990 (Soon-Yi war damals etwa 18 bis 20 Jahre alt) „had little to do with any of the Previn children, (but) had the least to do with Soon-Yi“ (deutsch: „wenig mit den Previn-Kindern, aber am wenigsten mit Soon-Yi zu tun hatte.“). Erst Mia Farrow soll Allen damals bestärkt haben, den Kontakt zu ihrer Adoptivtochter Soon-Yi zu verstärken. Dabei ist erwähnenswert, dass Farrow während ihrer Beziehung zu Allen mit ihren Kindern in einer Wohnung am Central Park West lebte. Allen hingegen wohnte in seiner Wohnung an der Fifth Avenue. Angeblich übernachtete Allen in den zwölf Jahren seiner Beziehung zu Mia Farrow kein einziges Mal in deren Wohnung. Im Dezember 1997 heirateten Woody Allen und Soon-Yi Previn, die nun ihrerseits zwei Töchter adoptierten.
Ein kontroverses Element des Sorgerechtsstreit waren die seit August 1992 gegen Allen erhobenen Vorwürfe, er habe seine damals siebenjährige Adoptivtochter Dylan sexuell missbraucht. Zu einer gerichtlichen Aufarbeitung kam es jedoch nicht: Die Untersuchungsbehörden konnten keine Beweise für die von dem Mädchen geschilderten sexuellen Übergriffe feststellen. Ein rechtsmedizinisches Gutachten kam zu dem Ergebnis, dass Dylan Farrow nicht missbraucht worden war. Der zuständige Staatsanwalt, der die Vorgehensweise der Gutachter für unzureichend hielt, stellte in seiner abschließenden Beurteilung dagegen einen hinreichenden Verdacht fest, dass der Missbrauch stattgefunden haben könnte, was eine staatliche Anklageerhebung gerechtfertigt hätte. Er begründete seinen letztlichen Verzicht auf ein Strafverfahren gegen Allen mit seiner Sorge um das zu schützende Wohl des Kindes: Der bereits durch die Trennung der Eltern und den Sorgerechtsstreit geschädigten Dylan wolle er die zu erwartenden negativen Konsequenzen eines solchen Verfahrens ersparen.
Ab 2013 wurden die Missbrauchsvorwürfe gegen Woody Allen erneut öffentlich diskutiert, nachdem sich Dylan Farrow, die zuvor diesbezüglich von ihrer Mutter vertreten worden war, in einem Gespräch mit dem Magazin Vanity Fair erstmals selbst öffentlich über ihre Erfahrung als Missbrauchsopfer geäußert hatte. Anfang 2014 konkretisierte sie die Vorwürfe in einem offenen Brief auf der Website der New York Times.
Moses Farrow, der gemeinsame Adoptivsohn des ehemaligen Paares, widersprach anschließend der Darstellung seiner Schwester und schilderte diese als Produkt einer von Mia Farrow betriebenen, innerfamiliären Rache- und Entfremdungskampagne gegen Allen. Allen selbst veröffentlichte zwei Tage später in der New York Times eine in eigenen Worten verfasste, abschließende Stellungnahme, in der er diese Darstellung bekräftigte und seinerseits Vorwürfe gegen Mia Farrow erhob. Dylans weiterer Bruder Ronan Farrow ergriff mit einem ausführlichen Artikel für The Hollywood Reporter im Mai 2016 Partei für seine Schwester. Anlass war ein vom Magazin kurz zuvor abgedrucktes langes Interview mit Woody Allen, in dem die Missbrauchsvorwürfe nur in einer fehlerhaften Randnotiz erwähnt worden waren, der eine spätere Korrektur nachgereicht wurde. Farrow beklagte in seinem Text neben der oft unkorrekten Darstellung der Tatsachen im konkreten Fall seiner Schwester eine grundsätzlich häufig mangelnde öffentliche Unterstützung für Opfer sexuellen Missbrauchs und wies dabei auf Parallelen zum Fall des prominenten Komikers Bill Cosby hin.
Im März 2020 erschien Allens autobiografisches Buch Apropos of Nothing (deutsche Ausgabe unter dem Titel Ganz nebenbei). Der Veröffentlichung waren Proteste vorausgegangen, die den ursprünglich vorgesehenen Verlag zum Rückzug bewogen.
Im Februar 2021 wurde beim US-Sender HBO die Dokumentation „Allen v. Farrow“ veröffentlicht, in welcher sich u. a. Mia, Dylan und Ronan Farrow zu Wort melden. Über seine Schwester Letty Aronson ließ Allen verlauten, die Dokumentation habe kein Interesse an der Wahrheit gehabt. Er und seine Frau seien erst gegen Ende der Dreharbeiten kontaktiert worden und hätten ein Zeitfenster von wenigen Tagen zur Beantwortung bekommen, so dass er und Soon-Yi es ablehnten, sich zu äußern.

## Werk

### New-York-Trilogie
Schon Woody Allens frühe Komödien tragen oft dunklere Untertöne, etwa Die letzte Nacht des Boris Gruschenko, Der Schläfer oder Bananas. Sein Film Der Stadtneurotiker lässt sich dennoch als Bruch zu seinen vorherigen Filmen werten. Er verweist in Form oder Inhalt weniger auf filmische Vorbilder, zeigt aber stärker als zuvor eine autobiografische Färbung. Zusammen mit Kameramann Gordon Willis, mit dem Allen hier zum ersten Mal zusammenarbeitete, schuf Allen mit ungewöhnlichen Methoden Stilbrüche, die für sein weiteres Werk bezeichnend sind. Allen, mittlerweile 40 und frisch getrennt von Diane Keaton, zieht erstmals Bilanz über sein bisheriges Leben.
1978 stellte er seinen ersten ernsten Film vor, Innenleben. Allen, der in diesem Film nicht als Schauspieler auftritt, erzählt vom Zerfall einer bürgerlichen Großfamilie. Die Leere und Anonymität der Innenräume – daher auch der Originaltitel Interiors – kontrastiert die emotionalen Verwirrungen der darin wohnenden Protagonisten. Innenleben gilt als deutliche Hommage an den schwedischen Regisseur Ingmar Bergman.
In Manhattan bezog Allen 1979 wieder stärker komödiantische Elemente ein. Anders als bei seinen meisten Filmen beginnt Manhattan nicht mit dem typischen Allen-Vorspann – Schwarzbild mit weißen Anfangstiteln, unterlegt mit Jazzmusik. Stattdessen sieht man eine Abfolge von New-York-Ansichten in Schwarzweiß, wobei Allen hier zum ersten und bisher einzigen Mal als Regisseur auf Breitwandbilder in Panavision setzte (2,35:1). Man hört dazu Allen, der mehrmals versucht, einen Anfang zu formulieren, abbricht und wieder neu beginnt und schließlich erklärt: „New York was his town, and it always would be“. Dann erklingt große symphonische Musik von George Gershwin. Allen ist hier als krisengeplagter Fernsehautor Isaac Davis zu sehen, der zwischen verschiedenen Frauen steht und sich erst am Ende entscheiden kann. Der Stadtneurotiker und Manhattan gelten als Allens bis dato größte Erfolge.
Der letzte Teil der sogenannten New-York-Trilogie, Stardust Memories aus dem Jahr 1980, ist stark an Federico Fellinis 8½ angelehnt. Wie die beiden Vorgänger ist Stardust Memories deutlich autobiografisch angehaucht, auch wenn Allen später behauptete, es gebe zwischen dem Protagonisten seines Films und ihm selbst keinerlei Parallelen. Er spielt in New York und handelt von einem Filmschaffenden und dessen großer Verachtung für sein Publikum.

### 1980er Jahre
Unter manchen Filmkritikern herrscht die Meinung vor, dass Allens Filme in dieser Periode nur mit sowjetischen oder polnischen Beispielen zu vergleichen seien, tatsächlich hat er sich noch nie sehr viel aus Hollywood und der US-amerikanischen Filmbranche gemacht. Er war nicht einmal bei der Oscarverleihung, als Der Stadtneurotiker vier Academy Awards gewann.
Was seine Filme betrifft, lassen sich zwei Linien unterscheiden. Auf der einen Seite entwickelt er seine Komödien weiter, die nun zu Tragikomödien werden. Die Story wird aufwendiger, sie spielt oft in mehreren Handlungs- und Realitätsebenen. Die Filme sind auch aussagekräftiger als seine frühen Komödien, ihre Aussage wird nicht mit plumpen Gags kaschiert. Fast alle haben ein trauriges Ende (engl. „sad ending“), wie zum Beispiel The Purple Rose of Cairo, in dem die Protagonistin am Ende noch unglücklicher und einsamer ist als zu Anfang. Bei Eine Sommernachts-Sexkomödie zeigt sich Allen 1982 von William Shakespeares Ein Sommernachtstraum und dessen amourösen Verwicklungen beeinflusst. Mit Zelig präsentiert er 1983 eine Satire über einen Menschen, der sich chamäleonartig ständig an seine Umwelt anpasst, der unter chassidischen Juden zum chassidischen Juden und unter Nazis zu einem Nazi wird. Allen porträtiert in diesem Film, der wie ein Dokumentarfilm scheinbar mit Ausschnitten aus Wochenschauen inszeniert ist, einen Menschen, dessen Unpersönlichkeit ihn durch die Zeiten treiben lässt. 1984 erzählt Allen in Broadway Danny Rose von einem New Yorker Künstleragenten, der sich in mafiöse Kreise verirrt, und porträtiert das Milieu von Standup-Komikern, das die Basis für seine eigene Karriere war.
Mit seiner Komödie Hannah und ihre Schwestern erzielte Allen noch einmal einen großen Erfolg, sowohl in kommerzieller Hinsicht als auch bei den Kritikern. Der Film erhielt drei Oscars; der für das beste Drehbuch ging an Woody Allen. Andererseits experimentiert er mit alternativen Formaten; so dreht er beispielsweise mit September oder Eine andere Frau Dramen, die ohne jede Komik auskommen. Kritiker warfen ihm vor, mit solchen Filmen nur den von ihm verehrten Bergman kopieren zu wollen; sie übersahen jedoch Allens eigenständigen Ansatz. Auch ein Film über seine Kindheit, Radio Days, am einfachsten zu beschreiben als Kostümfilm, entsteht. Im Gegensatz zum ebenfalls autobiografischen Theaterstück The Floating Lightbulb durfte dieser sogar nach seiner Uraufführung weiter gezeigt werden, das Stück zog Allen nämlich wieder zurück. Bei Verbrechen und andere Kleinigkeiten schildert er eine tödliche Mordintrige, vermeidet jedoch nicht gelegentliche komödiantische Elemente. Bei diesem Film arbeitete Allen zum ersten Mal mit dem Bergman-Kameramann Sven Nykvist zusammen.

### 1990er Jahre
Nach Verbrechen und andere Kleinigkeiten fand Allen allmählich zu einem neuen Stil. An die Stelle seiner schwarzseherischen Tragikomödien traten nun andere, die wieder leichter und beschwingter anmuten. In Filmen wie Alice hat er zwar nach der Meinung vieler Kritiker Schwierigkeiten, zu einem überzeugenden Ende zu kommen. Aber diese neueren Filme stehen dennoch für eine im Gegensatz zu den frühen Komödien dramatisch fundierte Entwicklung, mit einem im Gegensatz zu den Filmen der achtziger Jahre positiven Tenor.
In Ehemänner und Ehefrauen schloss Allen 1992 die Reihe seiner Filme mit Mia Farrow ab. Der Film handelt von der Liebe und der Beziehungsfähigkeit, wobei der Treue eine eindeutige Absage erteilt wird.
Kurzfristig ersetzte Diane Keaton Mia Farrow 1993 bei Manhattan Murder Mystery, der im weitesten Sinne eine Fortsetzung des Stadtneurotikers ist. Die Handlung war als Nebenhandlung für diesen Film vorgesehen, wurde aber aus Zeitgründen gestrichen. Danach verhalf Allen gleich in zwei aufeinanderfolgenden Filmen einer Schauspielerin zu einem Oscar (Dianne Wiest und Mira Sorvino), später bei Sweet and Lowdown Sean Penn und Samantha Morton zu Nominierungen.
1995 drehte Allen Geliebte Aphrodite. Formal sehr streng, in oft langen Plansequenzen, erzählt der Regisseur (und Hauptdarsteller) vom langweiligen Leben mit seiner Frau (Helena Bonham Carter) und vom Seitensprung mit einem süßen, aber ziemlich einfältigen Callgirl (Mira Sorvino), die, ohne es zu wissen, die Mutter seines Adoptivsohnes ist. Der Film brilliert mit einem sporadisch auftretenden griechischen Chor, der in einem Original-Amphitheater, und zwar dem in Taormina auf Sizilien, gedreht wurde. Der Chor übernimmt dabei – skandierend und tanzend – das Erzählen der Rahmenhandlung, wird aber zusehends in das Geschehen, das sich in New York abspielt, involviert. Irgendwann sitzt der in Lumpen gekleidete griechische Chorführer in Allens Upper-East-Side Luxus-Apartment und hilft ihm beim Ehebruch, indem er den Zettel mit einer Hand vor dem Verrutschen sichert, auf dem Allen, verdeckt vor seiner Frau telefonierend, die Telefonnummer des Callgirls notiert, mit der er später ein Verhältnis haben wird. Eine geradezu typische Allen-Szene, in der banale Realität mit Kunstfiguren anderer Epochen vermischt wird. Etwas Ähnliches hatte er auch in Mach’s noch einmal, Sam mit Humphrey Bogart konstruiert. Dabei setzte er dort wie hier das umstrittene, oft ernste Image dieser Figuren zur Steigerung der Komik ein.
Mit Julia Roberts, Goldie Hawn, Drew Barrymore und anderen drehte er 1996 in New York, Venedig und Paris das auf bekannte Jazz-Standard-Songs aufgebaute Musical Alle sagen: I love you. Bei Harry außer sich wurde Allen 1997 in der Bildsprache dem Originaltitel Deconstructing Harry – der nicht zufällig auf den Dekonstruktivismus anspielt – gerecht. Er dekonstruiert die physische Umgebung, verwendet kurze Jump Cuts und erzählt von einem Mann, der von anderen Menschen nur noch unscharf („out of focus“) gesehen wird.
1998 drehte Allen Celebrity – Schön. Reich. Berühmt., eine Gesellschaftskomödie, in der er selber nicht auftrat, jedoch einen selbstironischen Leonardo DiCaprio vorführte, der einen abgehobenen Hollywoodstar spielte und damit seine eigene reale Existenz satirisch brach. Im selben Jahr lieh Allen der Ameise Z in dem Warner-Brothers-Streifen Antz seine Stimme. In der deutschen Synchronfassung übernahm dies sein Standardsynchronsprecher Wolfgang Draeger. Z-4195 – so die genaue Bezeichnung – weist dabei viele Facetten der von Woody Allen bekannten, von ihm konzipierten und verkörperten Charaktere auf; zu Beginn des Films liegt Z auf der Couch eines Psychiaters.

### 2000er Jahre und Allens europäische Phase

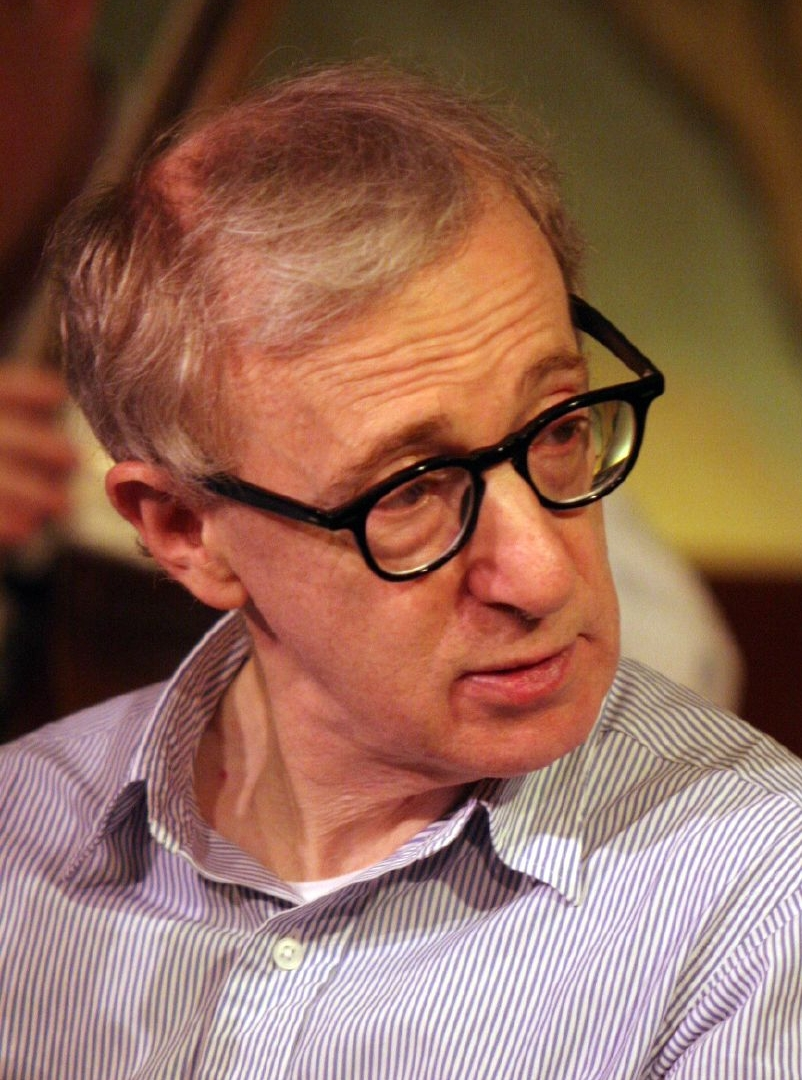
Allen im Jahr 2006

1999 erschien der schon oben genannte Film Sweet and Lowdown, des Weiteren im Jahr 2000 Schmalspurganoven mit Hugh Grant, 2001 Im Bann des Jade Skorpions, 2002 Hollywood Ending, 2003 Anything Else und 2004 Melinda und Melinda. In einigen deutschen Kinos wurden die Filme mit Verzögerung im Original mit Untertiteln gezeigt; so wurde Anything Else erst im September 2004 dem deutschen Publikum vorgestellt.
Der Thriller Match Point aus dem Jahr 2005 wurde auf Festivals bejubelt. Viele Kritiker sprachen von einem neuen, wiedererstarkten Allen. Es war sein erster Film, der ausschließlich in London spielte und produziert wurde und damit der erste Film seiner „europäischen Phase“. Auch seine beiden nächsten Filme, die Krimi-Komödie Scoop – Der Knüller (2006) und das Drama Cassandras Traum (2007), spielten in London. In letzterem spielten Colin Farrell und Ewan McGregor zwei Brüder im Londoner Arbeitermilieu, die in die Kriminalität abdriften. 2008 folgte die Komödie Vicky Cristina Barcelona mit Scarlett Johansson, Rebecca Hall, Javier Bardem und Penélope Cruz, die für ihre Leistung einen Oscar als beste Darstellerin in einer Nebenrolle gewann.
Anfang September 2008 gab Allen mit einer Inszenierung von Giacomo Puccinis Einakter Gianni Schicchi sein hochgelobtes Debüt als Opernregisseur. Die in Zusammenarbeit mit der Los Angeles Opera produzierte Inszenierung entstand auf Vermittlung von Generaldirektor Plácido Domingo, dem Allen zwei Jahrzehnte zuvor eine Oper versprochen hatte.
2009 folgte die Komödie Whatever Works mit dem Komiker Larry David in der Hauptrolle. Der Film eröffnete das Tribeca Filmfestival in New York. 2010 folgte die Tragikomödie Ich sehe den Mann deiner Träume (You Will Meet A Tall Dark Stranger), die in Cannes Premiere feierte. Auf der Besetzungsliste stehen Freida Pinto, Josh Brolin, Lucy Punch, Anthony Hopkins, Antonio Banderas und Naomi Watts.

### Spätwerk

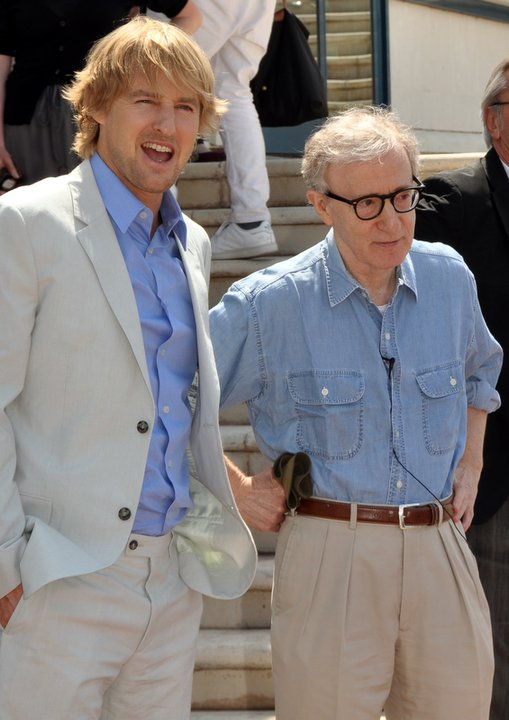
Allen und Hauptdarsteller Owen Wilson bei der Premiere des Films Midnight in Paris 2011 bei den Internationalen Filmfestspielen von Cannes

Allen dreht weiterhin pro Jahr einen Film, so dass auch sein Spätwerk einen beachtlichen Umfang annimmt. 2010 drehte er mit Owen Wilson und Marion Cotillard Midnight in Paris. Die Liebeskomödie um einen erfolgreichen US-amerikanischen Drehbuchautor (Wilson), der ins Paris der 1920er Jahre zurückversetzt wird, eröffnete 2011 die 64. Filmfestspiele von Cannes. Der Film war sowohl an der Kinokasse als auch bei der Kritik ein großer Erfolg. Für das Drehbuch erhielt Allen 2012 einen Oscar und einen Golden Globe. Darüber hinaus erhielt Midnight in Paris Oscar-Nominierungen in den Kategorien „Bester Film“, „Beste Regie“ und „Bestes Szenenbild“.
Im Jahr 2012 folgte die Episodenkomödie To Rome with Love. Auf der Besetzungsliste stehen Jesse Eisenberg, Elliot Page, Penélope Cruz, Alec Baldwin, Roberto Benigni, Judy Davis, Greta Gerwig und Alison Pill. Auch Woody Allen selbst übernahm wieder eine Rolle. Der Film erzählt episodisch vier skurrile Geschichten, die allesamt in Rom stattfinden. Dabei orientiert sich der Film an Boccaccio 70 aus dem Jahr 1962, der von Federico Fellini, Luchino Visconti, Mario Monicelli und Vittorio De Sica gedreht wurde.
Im selben Jahr übernahm Allen auch eine Rolle als Schauspieler in John Turturros Komödie Fading Gigolo. 2013 kam sein Film Blue Jasmine, eine freie Adaption von Tennessee Williams’ Theaterstück Endstation Sehnsucht, in die Kinos. Die Hauptrolle übernahm Cate Blanchett, die für ihre Leistung mit dem Oscar als beste Hauptdarstellerin ausgezeichnet wurde. Sally Hawkins erhielt eine Nominierung als beste Nebendarstellerin, Allen eine Nominierung für das beste Originaldrehbuch.
2014 lief sein 43. Film, die in Südfrankreich gedrehte Komödie Magic in the Moonlight mit Emma Stone und Colin Firth in den Hauptrollen, in den deutschen Kinos an. Im selben Jahr drehte er in Newport (Rhode Island) Irrational Man, der beim Internationalen Filmfestival in Cannes 2015 uraufgeführt wurde. In den Hauptrollen sind Joaquin Phoenix und, wie schon in Magic in the Moonlight, Emma Stone zu sehen. US-Kinostart war im Juli 2015, in die deutschen Kinos kam er am 15. November 2015.
Am 11. Mai 2016 eröffnete Allen mit seinem Film Café Society, der außerhalb des Wettbewerbs gezeigt wurde, die 69. Internationalen Filmfestspiele von Cannes. Allen hatte bereits 2002 mit Hollywood Ending und 2011 mit Midnight in Paris die Filmfestspiele eröffnet. Seit Manhattan (1979) ist Café Society der 14. Film, den der Regisseur außerhalb des Wettbewerbs in Cannes zeigen lässt. Der Film handelt von einem jungen Mann (dargestellt von Jesse Eisenberg), der während der 1930er Jahre nach Hollywood geht, um dort sein Glück beim Film zu versuchen. Dort verliebt er sich und lernt die titelgebende Café-Society-Kultur kennen. In weiteren Rollen sind Kristen Stewart, Blake Lively, Parker Posey und Steve Carell zu sehen. Der deutsche Kinostart war am 10. November 2016.
Im Frühjahr 2016 hat Allen außerdem für Amazon Video die sechsteilige Serie Crisis in Six Scenes gedreht, die seit dem 30. September 2016 verfügbar ist.
Allens 46. Film Wonder Wheel, mit Justin Timberlake und Kate Winslet in den Hauptrollen feierte am 15. Oktober 2017 seine Weltpremiere beim New York Film Festival und kam am 11. Januar 2018 in die deutschen Kinos.
Am 11. September 2017 begannen in New York die Dreharbeiten zu Allens Film A Rainy Day in New York mit Jude Law und Selena Gomez in den Hauptrollen. Nach der Fertigstellung des Films wurde dieser allerdings vom produzierenden Amazon Studio zurückgehalten, um der MeToo-Debatte keinen weiteren Auftrieb zu geben. Der Film erschien daher nicht in den amerikanischen Kinos, startete aber am 5. Dezember 2019 in den deutschen Kinos.
Im Sommer 2019 drehte Allen in San Sebastian in Spanien seinen 51. Film mit dem Titel Rifkin’s Festival. Die Hauptrollen sind mit Wallace Shawn, Christoph Waltz, Gina Gershon, Elena Anaya und Louis Garrel besetzt. Die Weltpremiere war am 18. September 2020 als Eröffnungsfilm des Filmfestivals San Sebastián. In eine Handvoll der deutschen Kinos kam der Film am 7. Juli 2022.
2023 drehte Allen in Paris in Frankreich seinen (offiziell) 50. Film mit dem Titel Coup de Chance. Die Weltpremiere fand auf den Filmfestspielen in Cannes statt, kurz danach startete der Film in den französischen Kinos. Der deutsche Kinostart unter dem Titel Ein Glücksfall war am 11. April 2024.

## Deutsche Synchronstimme
Woody Allen wurde von 1965 bis 2006 von Wolfgang Draeger als Standardsprecher synchronisiert. Während dieser Zeit wurde er nur in zwei Filmen von anderen Synchronsprechern gesprochen. Im Film Casino Royale (1967) lieh ihm Horst Sachtleben seine Stimme. In der Kinoversion von Was Sie schon immer über Sex wissen wollten, aber bisher nicht zu fragen wagten wurde er von Harald Juhnke gesprochen, welcher 1987 in der ZDF-Fernsehversion durch Draeger ersetzt wurde. Woody Allen war sogar der Meinung, die deutsche Synchronstimme von Wolfgang Draeger passe besser zu ihm als seine eigene.
Seit dem Film To Rome with Love wird Allen in seinen neuen Filmen durch Freimut Götsch gesprochen, da Allen mit der Stimme von Draeger unzufrieden war.
Draeger sprach Allen seither nur noch einmal in Plötzlich Gigolo, in welchem Allen kein Mitspracherecht hatte.

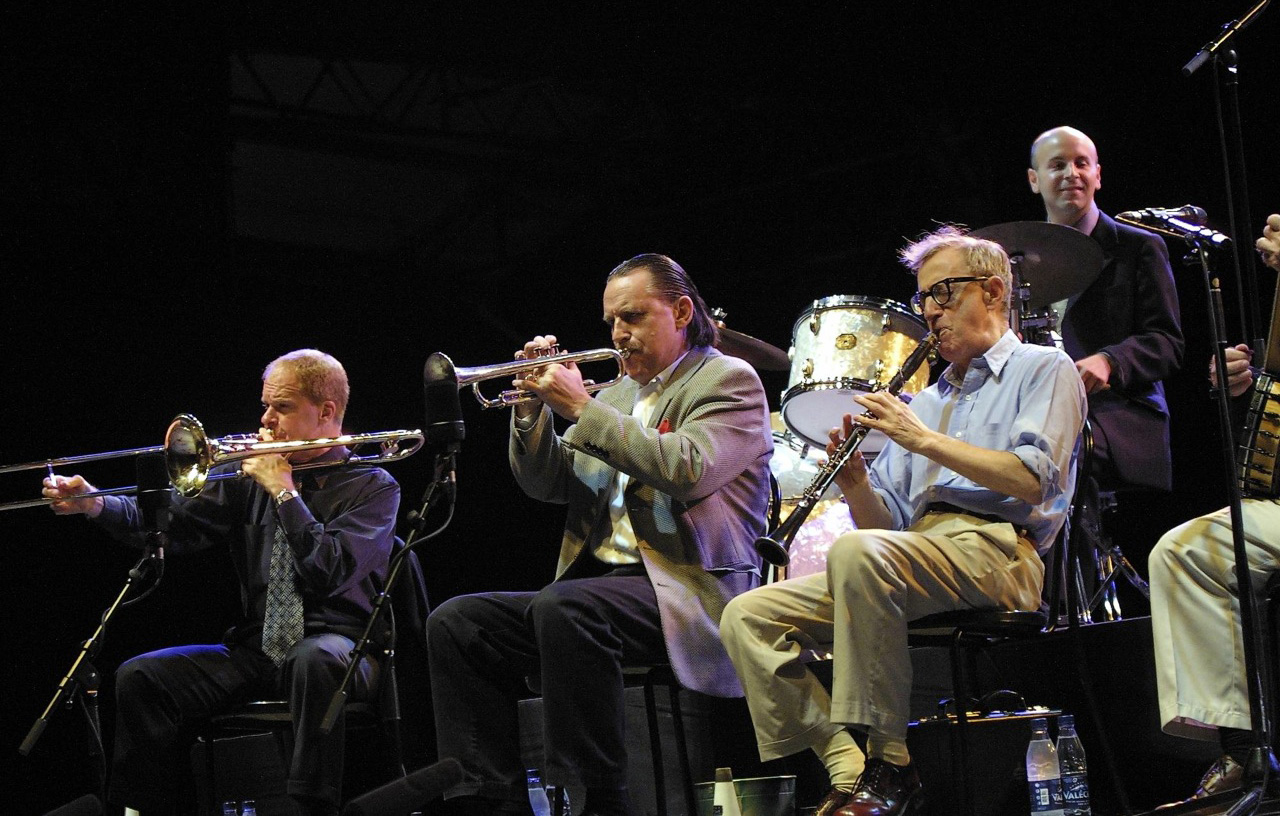
Woody Allen mit Band, Jerry Zigmont (links) und Simon Wettenhall

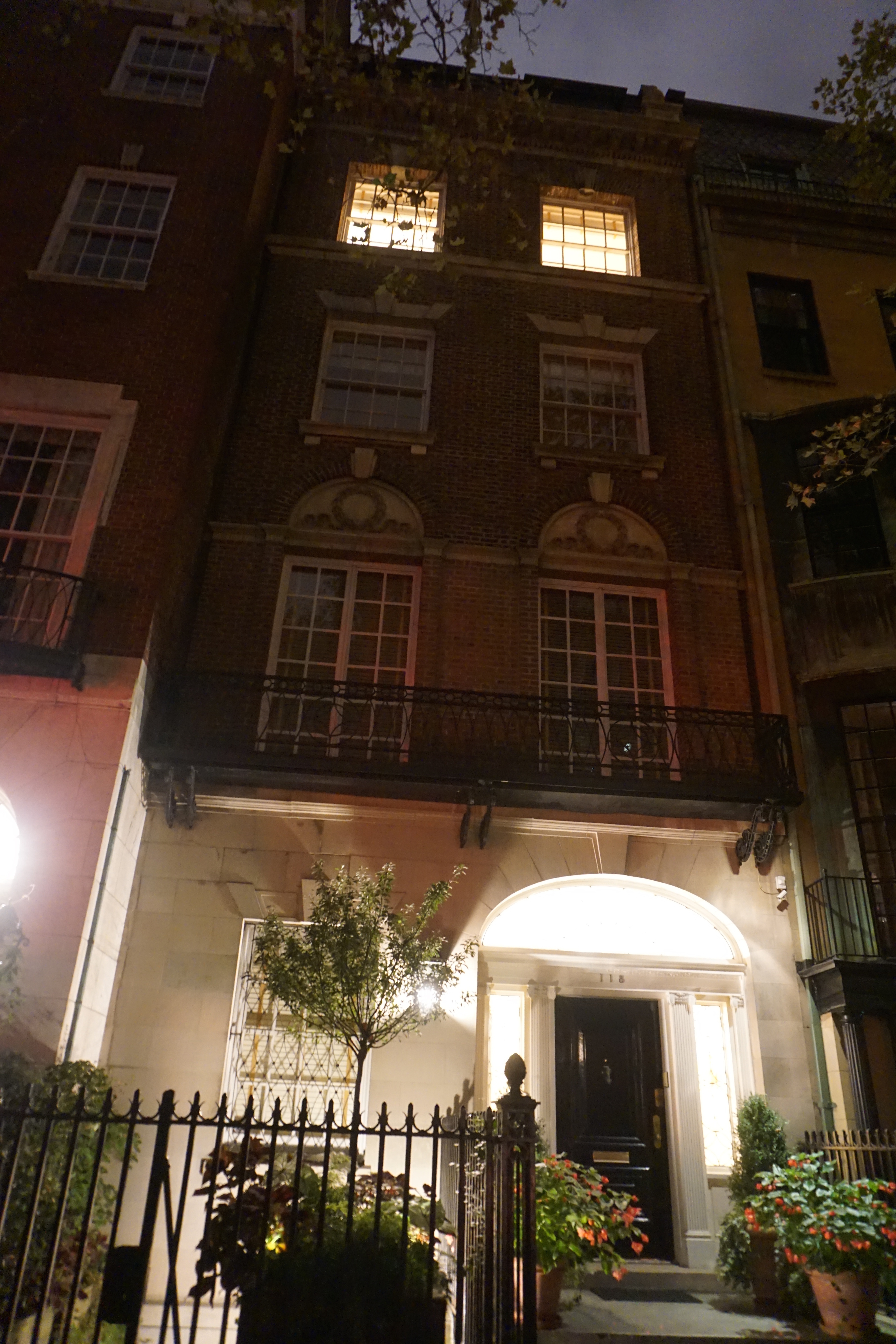
Woody Allens New Yorker Townhouse, 118 East 70th Street (Foto von 2015)

## Woody Allen als Jazzmusiker
Allen spielt regelmäßig Klarinette in der Eddy Davis New Orleans Jazz Band, einer Jazzband im New-Orleans-Stil (Traditional Jazz), Zuerst spielte die Band jeden Montag im Club „Alexander's“, von den 1970er bis 1990er Jahren in Michael’s Pub, danach lange Zeit im Carlyle Hotel in Manhattan.
Mit seiner Band geht Allen regelmäßig auf Tournee, so war er im März 2010 und im März 2011 für jeweils drei Konzerte in Deutschland, auch im Juli 2017 führte ihn seine Tournee wieder nach Deutschland. Bei der Europatournee 2019 gab er aber nur ein einziges Konzert in München, am 26. Juni. Die Europa-Tour von 1996 war Gegenstand des Dokumentarfilms Wild Man Blues von Barbara Kopple (auch als DVD erschienen und der Soundtrack als CD bei RCA). Die Band tourte auch schon durch Griechenland, die Türkei sowie durch Südamerika. Gelegentlich tritt Allen mit ihr auf Festivals auf, wie etwa 2008 auf dem Montreal Jazz Festival.
In seinen Filmen setzt er regelmäßig Jazzmusik ein, so etwa in dem Film Sweet and Lowdown um einen an Django Reinhardt und dessen kurze Zeit in den USA angelehnten Jazzgitarristen. Ebenfalls Swing-orientiert war der Soundtrack zum Film Radio Days, der in den 1940er Jahren spielt. In dem Film Der Schläfer trat Allen selbst als Jazzmusiker auf, mit dem Preservation Hall Orchester in New Orleans und dem New Orleans Funeral Ragtime Orchestra.
Zwei mit seiner Lebensgefährtin Soon-Yi Prévin adoptierte Kinder nannte er nach den Jazzmusikern Manzie Johnson und Sidney Bechet: Manzie und Bechet.

## Trivia
Woody Allen schreibt alle seine Drehbücher auf einer alten Schreibmaschine Olympia SM 3 von 1952. Textkorrekturen schreibt er jeweils neu, schneidet diese danach mit einer Schere aus und tackert sie dann über den alten Text.
Während seiner Zeit auf der High School trainierte er mehrere Monate lang für das Amateurboxturnier Golden Gloves. Allerdings verweigerten seine Eltern dann die erforderliche schriftliche Zustimmung für seine Teilnahme.
Im Januar 2006 erwarb Allen für sich und seine Familie ein Townhouse in der Upper East Side von Manhattan, 118 East 70th Street. Der Kaufpreis von 25,9 Mio. Dollar – für ein vergleichsweise bescheidenes Domizil – galt selbst für New Yorker Verhältnisse als sehr hoch. Seine Nachbarin ist die Historikerin und Hochschuldozentin Susan Weber Soros, die Ex-Frau des Milliardärs George Soros.

## Filmografie (Auswahl)
Legende: B – Buch, D – Darsteller, R – Regie
- 1962: The Laughmaker (B)
- 1965: Was gibt’s Neues, Pussy? (What’s New, Pussycat?) (B, D) – Regie: Clive Donner
- 1966: What’s Up, Tiger Lily? (D, R – allerdings nur Regie in Bezug auf die US-amerikanische Neusynchronisation, der Film wurde von Senkichi Taniguchi gedreht)
- 1967: Casino Royale (B, D)
- 1969: Woody, der Unglücksrabe (Take the Money and Run) (B, D, R)
- 1971: Bananas (B, D, R)
- 1972: Mach’s noch einmal, Sam (Play it Again, Sam) (B, D) – Regie: Herbert Ross
- 1972: Was Sie schon immer über Sex wissen wollten, aber bisher nicht zu fragen wagten (Everything You Always Wanted to Know About Sex* (*But Were Afraid to Ask)) (B, D, R)
- 1973: Der Schläfer (Sleeper) (B, D, R, Musik)
- 1975: Die letzte Nacht des Boris Gruschenko (Love and death) (B, D, R)
- 1976: Der Strohmann (The Front) (D) – Regie: Martin Ritt
- 1977: Der Stadtneurotiker (Annie Hall) (B, D, R)
- 1978: Innenleben (Interiors) (B, R)
- 1979: Manhattan (B, D, R)
- 1980: Stardust Memories (B, D, R)
- 1982: Eine Sommernachts-Sexkomödie (A Midsummer Night’s Sex-Comedy) (B, D, R)
- 1983: Zelig (B, D, R)
- 1984: Broadway Danny Rose (B, D, R)
- 1985: The Purple Rose of Cairo (B, R)
- 1986: Hannah und ihre Schwestern (Hannah and Her Sisters) (B, D, R)
- 1987: Radio Days (B, R)
- 1987: September (B, R)
- 1987: King Lear (D)
- 1988: Eine andere Frau (Another Woman) (B, R)
- 1989: New Yorker Geschichten, dritter Teil Ödipus Ratlos (New York Stories: Oedipus Wrecks) (B, D, R)
- 1989: Verbrechen und andere Kleinigkeiten (Crimes and Misdemeanors) (B, D, R)
- 1990: Alice (B, R)
- 1991: Ein ganz normaler Hochzeitstag (Scenes From a Mall) (D) – Regie: Paul Mazursky
- 1991: Schatten und Nebel (Shadows and Fog) (B, D, R)
- 1992: Ehemänner und Ehefrauen (Husbands and Wives) (B, D, R)
- 1993: Manhattan Murder Mystery (B, D, R)
- 1994: Bullets Over Broadway (B, R)
- 1994: Don’t Drink the Water (TV-Produktion) (B, D, R)
- 1995: Geliebte Aphrodite (Mighty Aphrodite) (B, D, R)
- 1995: Sonny Boys (The sunshine boys) (D) – Regie: John Erman
- 1996: Alle sagen: I love you (Everyone Says I Love You) (B, D, R)
- 1997: Harry außer sich (Deconstructing Harry) (B, D, R)
- 1997: Wild Man Blues (D)
- 1998: Celebrity – Schön. Reich. Berühmt. (Celebrity) (B, R)
- 1998: Antz (Stimme)
- 1998: The Impostors (D)
- 1999: Sweet and Lowdown (B, D, R)
- 2000: Schmalspurganoven (Small Time Crooks) (B, D, R)
- 2000: Ich hab doch nur meine Frau zerlegt (Picking Up the Pieces) (D)
- 2000: Cuba Libre – Dümmer als die CIA erlaubt! (Company Man) (D)
- 2001: Im Bann des Jade Skorpions (The Curse of The Jade Scorpion) (B, D, R)
- 2002: Hollywood Ending (B, D, R)
- 2003: Anything Else (B, D, R)
- 2004: Melinda und Melinda (B, R)
- 2005: Match Point (B, R)
- 2006: Scoop – Der Knüller (Scoop) (B, D, R)
- 2007: Cassandras Traum (Cassandra’s Dream) (B, R)
- 2008: Vicky Cristina Barcelona (B, R)
- 2009: Whatever Works – Liebe sich wer kann (B, R)
- 2010: Ich sehe den Mann deiner Träume (You Will Meet a Tall Dark Stranger) (B, R)
- 2011: Midnight in Paris (B, R)
- 2012: To Rome with Love (B, D, R)[42]
- 2012: Paris-Manhattan (D)
- 2013: Blue Jasmine (B, R)
- 2013: Plötzlich Gigolo (D)
- 2014: Magic in the Moonlight (B, R)
- 2015: Irrational Man (B, R)
- 2016: Café Society (B, R)
- 2016: Crisis in Six Scenes (Fernsehserie, B, D, R)
- 2017: Wonder Wheel (B, R)
- 2019: A Rainy Day in New York (B, R)
- 2020: Rifkin’s Festival (B, R)
- 2023: Ein Glücksfall (Coup de chance) (B, R)

## Weitere Werke

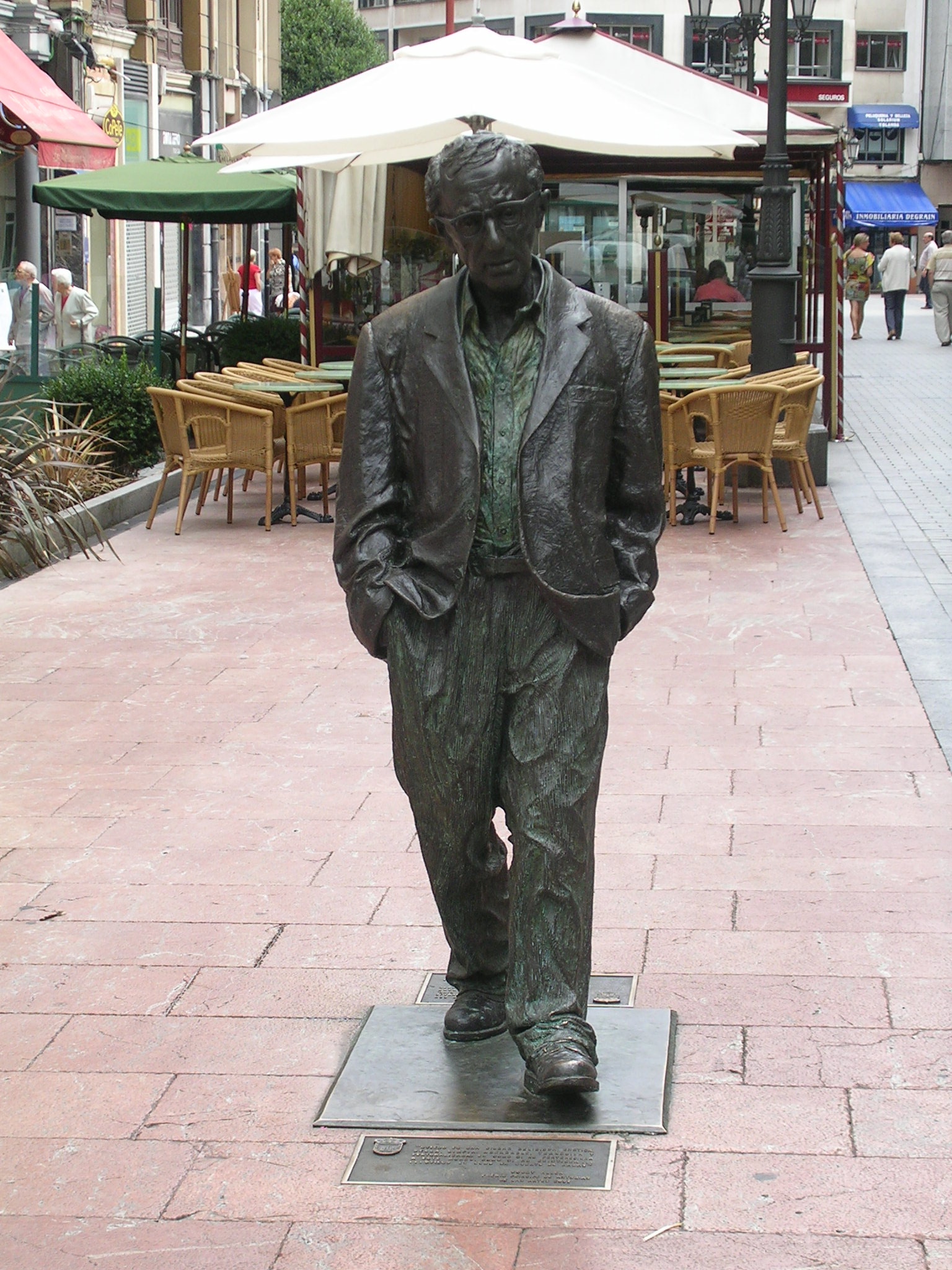
Statue von Woody Allen in Oviedo, Spanien

### Theaterstücke
Legende: UA – Uraufführung
- 1966: Vorsicht, Trinkwasser! (UA 1966)
- 1969: Spiel’s noch einmal, Sam (UA 1969)
- 1975: Tod und Gott (UA am 13. Januar 1978, Teaneck, New Jersey)
- 1988: Eine Sommernachts-Sexkomödie (Theateradaption des Films; UA 1988)
- 1995: Central Park West (UA 1995)
- 1996: Kugeln überm Broadway (Theateradaption des Films Bullets over Broadway; UA: Düsseldorfer Schauspielhaus 1996)
- 2003: Old Saybrook (auf Deutsch erschienen im Band „Central Park West – Drei Einakter“)
- 2003: Riverside Drive (auf Deutsch erschienen im Band „Central Park West – Drei Einakter“)
- 2004: A Second Hand Memory (bisher nicht auf Deutsch erschienen)
- 2011: Honeymoon Motel (bisher nicht auf Deutsch erschienen)

### Musicals
- 2014: Bullets over Broadway, UA: 10. April 2014 im St. James Theatre, 44th Street W., Manhattan, New York City.[43]

### Bücher
- Getting Even, 1971; deutsche Ausgabe: Wie du dir, so ich mir. Rogner & Bernhard, München 1978; Rowohlt, Reinbek 1980, ISBN 3-499-14574-X.
- Without Feathers, 1975; deutsche Ausgabe: Ohne Leit kein Freud. Rogner & Bernhard, München 1979; Rowohlt, Reinbek 1981, ISBN 3-499-14746-7.
- Side Effects, 1980; deutsche Ausgabe: Nebenwirkungen. Rogner & Bernhard, München 1981; Rowohlt, Reinbek 1983, ISBN 3-499-15065-4.
- Central Park West, 2006; deutsche Ausgabe: Central Park West. Drei Stücke. Fischer, Frankfurt am Main 2006, ISBN 3-596-16997-6.
- Mere Anarchy, 2007; deutsche Ausgabe: Pure Anarchie. Kein & Aber, Zürich 2007, ISBN 978-3-0369-5504-9.
- Apropos of Nothing, Arcade Publishin, New York 2020; deutsche Ausgabe: Ganz nebenbei. Rowohlt, Hamburg 2020, ISBN 978-3-498-00222-0.

## Auszeichnungen
- Academy Awards
  - 1978: Oscar in den Kategorien Beste Regie und Bestes Originaldrehbuch für Der Stadtneurotiker
  - 1987: Oscar in der Kategorie Bestes Originaldrehbuch für Hannah und ihre Schwestern
  - 2012: Oscar in der Kategorie Bestes Originaldrehbuch für Midnight in Paris
  - von 1978 bis 2014 außerdem 19-mal als Regisseur oder Autor und 1978 als Hauptdarsteller für den Oscar nominiert
- Golden Globe Awards
  - 1986: Golden Globe in der Kategorie Bestes Drehbuch für The Purple Rose of Cairo
  - 2009: Golden Globe in der Kategorie Beste Komödie für Vicky Cristina Barcelona
  - 2012: Golden Globe in der Kategorie Bestes Drehbuch für Midnight in Paris
  - 2014: Cecil B. deMille Award für sein Lebenswerk
- Writers Guild of America
  - 1987: WGA Awards (Screen) in der Kategorie Bestes Originaldrehbuch für Verbrechen und andere Kleinigkeiten
  - 1990: WGA Awards (Screen) in der Kategorie Bestes Originaldrehbuch für Hannah und ihre Schwestern
- Directors Guild of America
  - 1996: Preis für das Lebenswerk
- Berlinale 1975
  - 1975: Silberner Bär für das Lebenswerk
  - 1975: Preis der Union International de la Critique de Cinema (UNICRIT) für Die letzte Nacht des Boris Gruschenko
- British Academy Film Awards
  - 1978: BAFTA Award in den Kategorien Beste Regie und Bestes Drehbuch für Der Stadtneurotiker
  - 1980: BAFTA Award in der Kategorie Bestes Drehbuch für Manhattan
  - 1986: BAFTA Award in den Kategorien Bester Film und Bestes Originaldrehbuch für The Purple Rose Of Cairo
  - 1987: BAFTA Award in den Kategorien Bester Film und Bestes Originaldrehbuch für Hannah und ihre Schwestern
  - 1993: BAFTA Award in der Kategorie Bestes Originaldrehbuch für Ehemänner und Ehefrauen
  - 1997: Ehrenpreis
- Internationale Filmfestspiele von Cannes
  - 1985: FIPRESCI-Preis für The Purple Rose of Cairo
- César
  - 1980: César für den besten ausländischen Film für Manhattan
  - 1986: César für den besten ausländischen Film für The Purple Rose of Cairo
- Bodil
  - 1978: Bodil Award für den besten nicht-europäischen Film für Der Stadtneurotiker
  - 1980: Bodil Award für den besten nicht-europäischen Film für Manhattan
  - 1984: Bodil Award für den besten nicht-europäischen Film für Zelig
  - 1986: Bodil Award für den besten nicht-europäischen Film für The Purple Rose of Cairo
  - 1987: Bodil Award für den besten nicht-europäischen Film für Hannah und ihre Schwestern
- David di Donatello
  - 1984: David di Donatello in der Kategorie Bester ausländischer Schauspieler für Zelig
  - 1985: David di Donatello in der Kategorie Bestes Drehbuch/Ausländischer Film für Broadway Danny Rose
  - 1987: David di Donatello in der Kategorie Bestes Drehbuch/Ausländischer Film für Hannah und ihre Schwestern
  - 1990: David di Donatello in der Kategorie Bestes Drehbuch/Ausländischer Film für Verbrechen und andere Kleinigkeiten
  - 2006: David di Donatello in der Kategorie Bester europäischer Film für Match Point
- Fotogramas de Plata
  - 1974: Fotogramas de Plata für den besten ausländischen Darsteller
  - 1986: Fotogramas de Plata für den besten (ausländischen) Film für The Purple Rose of Cairo
- Internationale Filmfestspiele von Venedig
  - 1983: Pasinetti-Preis des italien. Filmjournalisten-Verbandes für den besten Film für Zelig
  - 1995: Goldener Löwe für das Lebenswerk
- Sindacato Nazionale Giornalisti Cinematografici Italiani
  - 1980: Nastro d’Argento für den besten Regisseur (ausl. Film) für Manhattan
- Universität Pompeu Fabra, Barcelona
  - 2007: Ehrendoktor/Ph. Honoris Causa
- British Fantasy Award
  - 2012: Bestes Drehbuch für Midnight in Paris

Außerdem eine dreistellige Anzahl von Nominierungen für die oben genannten und andere Filmpreise sowie der Prinz-von-Asturien-Preis 2002. Zudem wurde er 2001 in die American Academy of Arts and Sciences und 2010 in die American Philosophical Society gewählt. Seit 1987 ist er Ehrenmitglied der American Academy of Arts and Letters.

## Filmdokumentationen
- „Wild man Blues“, USA 1997, Länge 105 min., Regie: Barbara Kopple; Dokumentarfilm über Allens Karriere als Jazzmusiker. Die Filmemacherin begleitete Woody Allens New Orleans Jazz Band 1996 auf deren Europatournee.
- „Hollywood-Profile: Woody Allen“, deutscher TV-Dokumentarfilm von 2001, Regie: Georg Stefan Troller, 45 min.
- „Woody Allen: A Documentary“, USA 2011, Länge 113 min., Regie: Robert B. Weide, Deutschlandstart des Films war am 12. Juli 2012.[47] Im Oktober 2012 erschien der Film auf DVD in einer um 69 min. längeren Fassung auf dem deutschen Markt.